# Pseudonapomyza kobdosana
Pseudonapomyza kobdosana är en tvåvingeart som beskrevs av Zlobin 2002. Pseudonapomyza kobdosana ingår i släktet Pseudonapomyza och familjen minerarflugor.
Artens utbredningsområde är Mongoliet. Inga underarter finns listade i Catalogue of Life.